# 山室军平

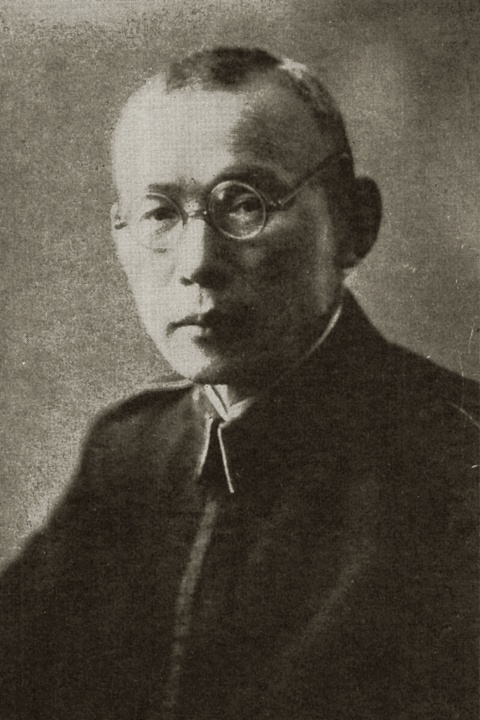
山室军平

山室军平（日语：／，1872年9月1日—1940年3月13日），日本传教者，社会活动家，组建日本救世军，终身致力于社会福祉事业。

## 生平
山室军平出生于日本冈山县哲多郡则安村（现新见市），当过印刷工人，15岁信基督教。1889年起参加同志社的夏季学校，后进入新岛襄创建的同志社普通学校（现同志社大学）就读。1895年加入来日的英国救世军，开始积极筹建日本救世军，同时兴办职业介绍所，肺病疗养院，提倡妇女儿童保健措施和废娼运动。
山室军平在各地布道演讲达一万余次，著书数十册，其中《平民福音》重版488次，并被翻译为其他国文字。山室军平曾获得蓝色绶带，勋六等、瑞宝章等，1927年山室军平任救世军司令官，1930年为救世军中将。
1935年山室军平因病辞去救世军司令官，改任顾问，次年复任司令官。在昭和战争色彩增强的情况下，对救世军的批判声逐渐增强，山室军平不得不推着病躯继续守护救世军，1938年他再次改任顾问，1940年因肺炎去世，葬于多磨灵园，《平民福音》一书在他去世后就因议论国体被禁。

## 影视化
参照山室军平生平拍摄的影片《地之盐 山室军平》于2017年上映